# Simon Quarterman
Simon Quarterman (Norwich, 14 de noviembre de 1977) es un actor y productor británico, reconocido por interpretar el papel de Ben Rawlings en la película de terror The Devil Inside (2012). Apareció en la película del director William Brent Bell Wer y en la serie de televisión de la cadena HBO Westworld.

## Filmografía

### Cine
| Año  | Título                                 | Papel         | Notas |
| ---- | -------------------------------------- | ------------- | ----- |
| 2007 | Inside                                 | Beck          | Corto |
| 2008 | The Scorpion King 2: Rise of a Warrior | Ari           |       |
| 2012 | The Devil Inside                       | Ben Rawlings  |       |
| 2013 | Wer                                    | Gavin Flemyng |       |
| 2014 | The Glamour of it All                  | Simon         | Corto |
| 2015 | Estranged                              | Callum        |       |
| 2017 | Negative                               | Hollis        |       |
| 2020 | Violet                                 | Martin        |       |

### Televisión
| Año           | Título                                              | Papel               | Notas            |
| ------------- | --------------------------------------------------- | ------------------- | ---------------- |
| 1999          | Holby City                                          | Joe Peters          | 1 episodio       |
| 2000          | Down to Earth                                       | Duncan              | 2 episodios      |
| 2000          | The Sleeper                                         | PC Browning         | Miniserie        |
| 2001          | Lorna Doone                                         | Soldado             | Telefilme        |
| 2001          | Perfect Strangers                                   | Mesero              | Miniserie        |
| 2001          | Victoria & Albert                                   | Albert Edward       | Telefilme        |
| 2001          | Midsomer Murders                                    | Christian Aubrey    | 1 episodio       |
| 2001          | Murder Rooms: Mysteries of the Real Sherlock Holmes | Baynes              | 1 episodio       |
| 2001          | Swallow                                             |                     | Miniserie        |
| 2006          | Holby City                                          | Zack Nash           | 2 episodios      |
| 2006          | Simon Schama's Power of Art                         | Simon               | 1 episodio       |
| 2007          | EastEnders                                          | Jenkins             | 1 episodio       |
| 2007          | The Whistleblowers                                  | Tendero             | 1 episodio       |
| 2015          | Stitchers                                           | Dr. Sebastian Zuber | 1 episodio       |
| 2016-presente | Westworld                                           | Lee Sizemore        | Papel recurrente |